# Serpentine-Jarrahdale Shire
Koordinaten: 32° 17′ S, 115° 59′ O

Das Shire of Serpentine-Jarrahdale ist ein lokales Verwaltungsgebiet (LGA) im australischen Bundesstaat Western Australia. Serpentine-Jarrahdale gehört zur Metropole Perth, der Hauptstadt von Western Australia. Das Gebiet ist 905 km² groß und hat etwa 27.000 Einwohner (2016).
Serpentine-Jarrahdale liegt am Südrand des Stadtgebiets von Perth etwa 30 bis 55 Kilometer südöstlich des Stadtzentrums. Der Sitz des Shire Councils befindet sich im Stadtteil Mundijong, wo etwa 1500 Einwohner leben (2016).

## Verwaltung
Der Serpentine-Jarrahdale Council hat zehn Mitglieder. Sie werden von den Bewohnern der vier Wards (je drei aus Byford und Centrall Ward, je zwei aus North West und South Ward) gewählt. Aus dem Kreis der Councillor rekrutiert sich auch der Ratsvorsitzende und Shire President.